# Нёви-сюр-Баранжон
Нёви́-сюр-Баранжо́н (фр. Neuvy-sur-Barangeon) — коммуна во Франции, находится в регионе Центр. Департамент — Шер. Входит в состав кантона Вьерзон-2. Округ коммуны — Вьерзон.
Код INSEE коммуны — 18165.
Коммуна расположена приблизительно в 175 км к югу от Парижа, в 75 км южнее Орлеана, в 28 км к северо-западу от Буржа.

## Население
Население коммуны на 2008 год составляло 1250 человек.
| 1962 | 1968 | 1975 | 1982 | 1990 | 1999 | 2008 |
| ---- | ---- | ---- | ---- | ---- | ---- | ---- |
| 1048 | 1210 | 1107 | 1219 | 1221 | 1162 | 1250 |

## Администрация
| Период | Период | Фамилия        | Партия | Примечания |
| ------ | ------ | -------------- | ------ | ---------- |
| 2001   | 2008   | Элен Гратароли |        |            |
| 2008   | 2014   | Мишель Бюгада  |        |            |

## Экономика
В 2007 году среди 733 человек в трудоспособном возрасте (15-64 лет) 486 были экономически активными, 247 — неактивными (показатель активности — 66,3 %, в 1999 году было 65,8 %). Из 486 активных работали 443 человека (237 мужчин и 206 женщин), безработных было 43 (18 мужчин и 25 женщин). Среди 247 неактивных 49 человек были учениками или студентами, 126 — пенсионерами, 72 были неактивными по другим причинам.

## Достопримечательности
- Приходская церковь Нотр-Дам
  - Статуя «Мадонна с младенцем» (XVI век). Высота — 122 см. Исторический памятник с 1908 года[3]
  - Статуя «Святой епископ» (XVI век). Высота — 156 см. Исторический памятник с 1913 года[4]
  - Надгробие на могиле Франсуа Попардена. Исторический памятник с 1908 года[5]
- Замок Сен-Юбер (XIX век). Исторический памятник с 2008 года[6]

## Фотогалерея
- Церковь Нотр-Дам
- Военный мемориал
- Карта коммуны